# Jezioro Wita
Jezioro Wita – jezioro na Alasce w USA. Ma około 23 km długości i 9 kilometrów szerokości, stanowi południową granicę lodowca Beringa.